# Lyrellaceae
Famille
Les Lyrellaceae sont une famille d'algues de l'embranchement des Bacillariophyta (Diatomées), de la classe des Bacillariophyceae et de l’ordre des Lyrellales.

## Étymologie
Le nom de la famille vient du genre type Lyrella, dérivé du latin lyra, lyre, et ella, petite, littéralement « petite lyre », en référence à la forme de la diatomée.

## Liste genres
Selon AlgaeBase (8 mai 2022) :
- Lyrella Karayeva, 1978  - genre type
- Moreneis J.Park, Koh & Witkowski, 2012
- Petroneis A.J.Stickle & D.G.Mann, 1990
- Petroplacus Pomazkina, Rodionova, Sherbakova & D.M.Williams, 2016

## Systématique
Le nom correct complet (avec auteur) de ce taxon est Lyrellaceae D.G.Mann.